# أمادو موتاري
أمادو موتاري (بالفرنسية: Amadou Moutari) (19 يناير 1994 أرليت النيجر - ) هو لاعب كرة قدم نيجري، يلعب كلاعب وسط يلعب في الفيصلي الأردني و لعب سابقاً في السعودية في نادي العين ونادي الفيحاء ونادي القادسية ونادي الساحل، شارك في كأس الأمم الأفريقية 2012.

## وصلات خارجية
أمادو موتاري على موقع الاتحاد الأوربي (الإنجليزية)
- أمادو موتاري على موقع اتحاد أوكرانيا (الإنجليزية)
- أمادو موتاري على موقع قاعدة بيانات كرة القدم.إي يو (الإنجليزية)
- أمادو موتاري على موقع ناشيونال فوتبول تيمز (الإنجليزية)
- أمادو موتاري على موقع Soccerway.com (الإنجليزية)
- أمادو موتاري على موقع عالم كرة القدم.نت (الإنجليزية)